# Bridget Dowling
Bridget Elizabeth Dowling in seguito Bridget Elizabeth Hitler, conosciuta anche come Cissie (Dublino, 3 luglio 1891 – New York, 18 novembre 1969) è stata una scrittrice irlandese era la cognata di Adolf Hitler attraverso il suo matrimonio con Alois Hitler Jr. Era la madre del figlio di Alois Hitler Jr., William Patrick Hitler.

## Biografia
Nata a Dublino nel 1891, Bridget e suo padre, William Dowling, presenziarono al Dublin Horse Show ove incontrarono Alois Hitler Jr., che sosteneva di essere un facoltoso albergatore in tournée in Europa quando, in realtà, era un solo un dipendente dell'albergo Shelbourne Hotel di Dublino. Alois corteggiò Bridget in vari locali di Dublino e decisero di sposarsi. Il 3 giugno 1910, la coppia fuggì a Londra e visse a Charing Cross Road per un po' di tempo. Suo padre minacciò di far incriminare Alois per rapimento, ma in seguito accettò il matrimonio tra i due.
La coppia si stabilì al 102 Upper Stanhope Street, una pensione tenuta dalla famiglia John nel sobborgo di Toxteth, a Liverpool e, nel 1911, ebbe il loro unico figlio, William Patrick Hitler. La casa fu distrutta nell'ultimo raid aereo tedesco, il "Blitz di Liverpool" del 10 gennaio 1942.
Alois andò in Germania nel 1914 per aprire un'attività, ma questi piani furono interrotti dallo scoppio della prima guerra mondiale. Bridget si rifiutò di andare con lui, poiché era diventato violento e aveva iniziato a picchiare il figlio. Alois decise di abbandonare la sua famiglia. Tornò in Germania, si risposò senza divorziare risultando bigamo e dopo la guerra diffuse la notizia che era morto. Il suo inganno fu scoperto in seguito, e fu accusato di bigamia dalle autorità tedesche nel 1924. Sfuggì alla condanna grazie all'aiuto di Bridget.
Bridget allevò suo figlio senza il sostegno del marito dal quale, in seguito, divorziò (anche se in quanto cattolica era religiosamente contraria al divorzio). Si costruì una casa nel sobborgo di Highgate a Londra, e prese un alloggio per sbarcare il lunario.

### "Mio cognato Adolf"

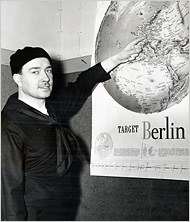
William Patrick Hitler, figlio di Bridget e Alois Hitler, in uniforme dell'US Navy

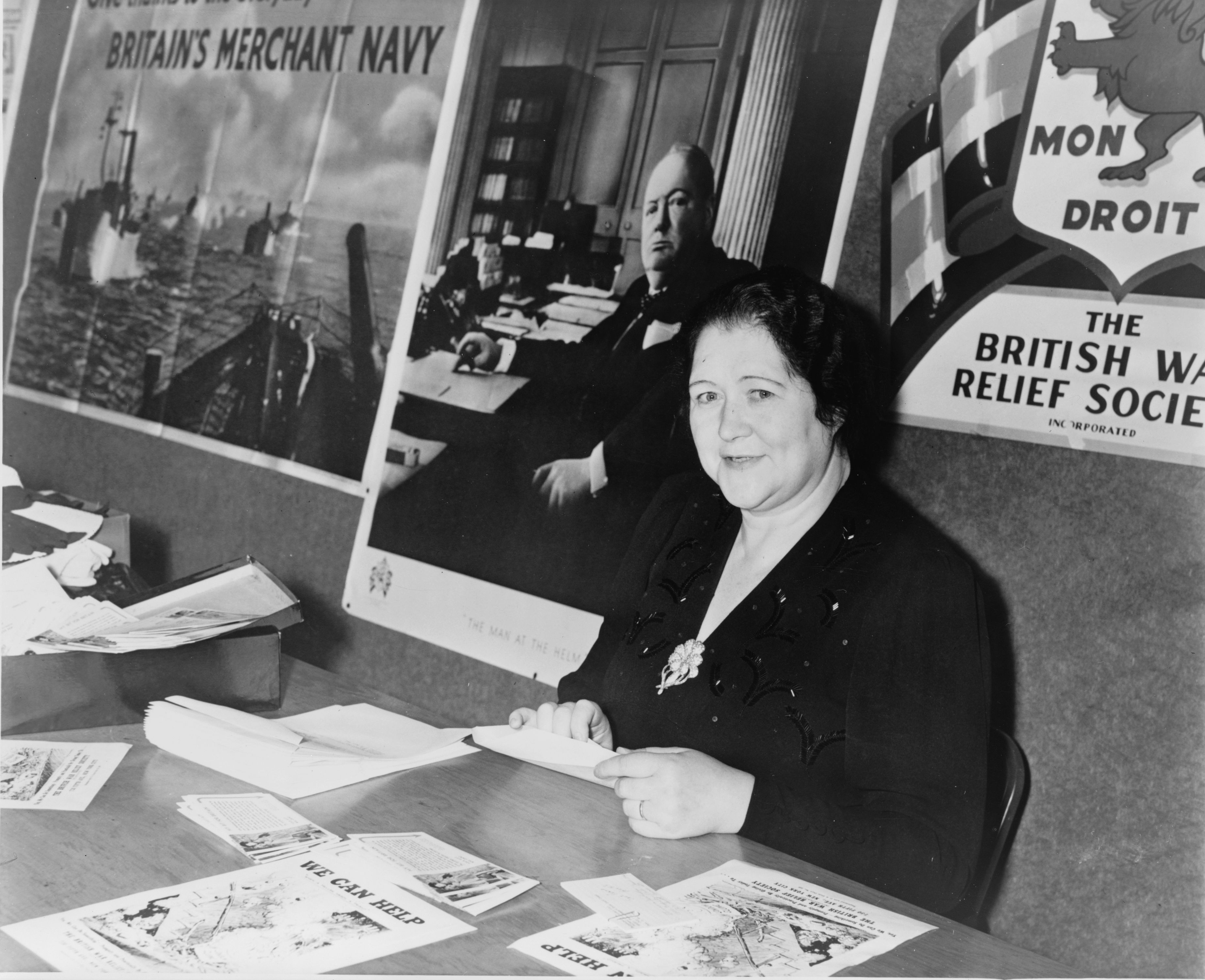
Bridget Dowling, seduta a uno stand che offre informazioni sui soccorsi di guerra britannici nel 1941

Nel 1939, Bridget si unì a suo figlio in un tour negli Stati Uniti, dove fu invitato a tenere conferenze sul suo famigerato zio. Decisero di restarvi e Bridget scrisse il manoscritto, "Mio cognato Adolf", in cui sosteneva che il suo famoso cognato si era trasferito a Liverpool per vivere con Bridget e Alois dal novembre 1912 all'aprile 1913 per evitare la coscrizione nella sua natia Austria. Affermava di aver introdotto Adolf all'astrologia e di avergli consigliato di tagliare i bordi dei suoi baffi.
Inizialmente non era in grado di vendere il manoscritto e la maggior parte degli storici liquidava il lavoro come una creazione scritta nel tentativo di incassare soldi. Gli storici tedeschi Brigitte Hamann e Hans Mommsen affermarono che i documenti erano la prova che Hitler era a Vienna durante quel periodo.
Non ci sono certezze che confermino che Hitler abbia mai visitato i suoi parenti a Liverpool. Il professore Robert Waite contesta le affermazioni secondo le quali Adolf Hitler sarebbe rimasto con lei, così come altre affermazioni del libro, nell'appendice del proprio testo "The Psychopathic God: Adolf Hitler". Secondo David Gardner, la nuora di Bridget disse che Bridget ammise che il libro era fantasioso. La storia della visita di Adolf Hitler a Liverpool è rimasta popolare, tuttavia, ed è stata il soggetto del romanzo del 1978 di Beryl Bainbridge, Young Adolf e del fumetto del 1989 di Grant Morrison e Steve Yeowell The New Adventures of Hitler.
.
Dopo la guerra, Bridget e suo figlio si stabilirono a Long Island nello stato di New York, con il nuovo cognome di Stuart-Houston. Morì nel quartiere newyorchese di Long Island City, il 18 novembre 1969, e fu sepolta nel Holy Sepulchre Cemetery a Coram, Long Island, insieme a suo figlio, morto il 14 luglio 1987.

## Famiglia
La famiglia di Bridget Dowling rimase un mistero fino a quando i censimenti irlandesi per il 1901 e il 1911 furono digitalizzati e pubblicati online. I nomi dei membri della famiglia, tra cui Bridget, sono riportati nel censimento del 1901 sotto il nome William Dowling di Flemings Place, vicino a Mespil Road, Dublino. La famiglia in seguito si trasferì a Denzille Street, (Dublino), ora chiamata Fenian Street. Il nome di Bridget non è incluso nella famiglia Dowling nel censimento del 1911, mentre appare come "Cissie Hitler" nel censimento dell'Inghilterra e del Galles del 1911, mostrata con il marito "Anton Hitler" e il figlio "William Hitler" residente a 102 Upper Stanhope Street, a Liverpool.